# エスケー食品
エスケー食品株式会社（エスケーしょくひん、英文名称SK FOODS Co., Ltd.）は、かつて存在した兵庫県の食品メーカー。インドネシアで子会社による海老の養殖事業を行い、海老フライを中心とした冷凍食品を製造していた。

## 沿革
- 1971年（昭和46年） - 冷凍海老フライ製造開始
- 1973年 - エスケー食品株式会社設立
- 1988年 - 神戸三宮に、とんかつ専門店「かつ膳」開設
- 1990年（平成2年） - インドネシアに、海老の養殖を行う合弁会社「PT. KSATRYA SUGANO INDONESIA」設立
- 1996年 - PT. KSATRYA SUGANO INDONESIAを完全子会社化の上、「PT. SKFOODS INDONESIA」に社名変更
- 1999年 - 楽天市場にて、通信販売サイト「神戸洋食倶楽部」を開設
- 2012年5月25日 - 原材料費高騰やデリバティブ取引により資金繰りが悪化。神戸地方裁判所に民事再生法の適用を申請した。負債総額51億円[3]。
- 2012年6月8日 -  民事再生手続きを断念し神戸地方裁判所へ自己破産申請、破産手続きの開始決定[1][4]。
- 2016年1月22日 - 法人格消滅。